# 福江空港

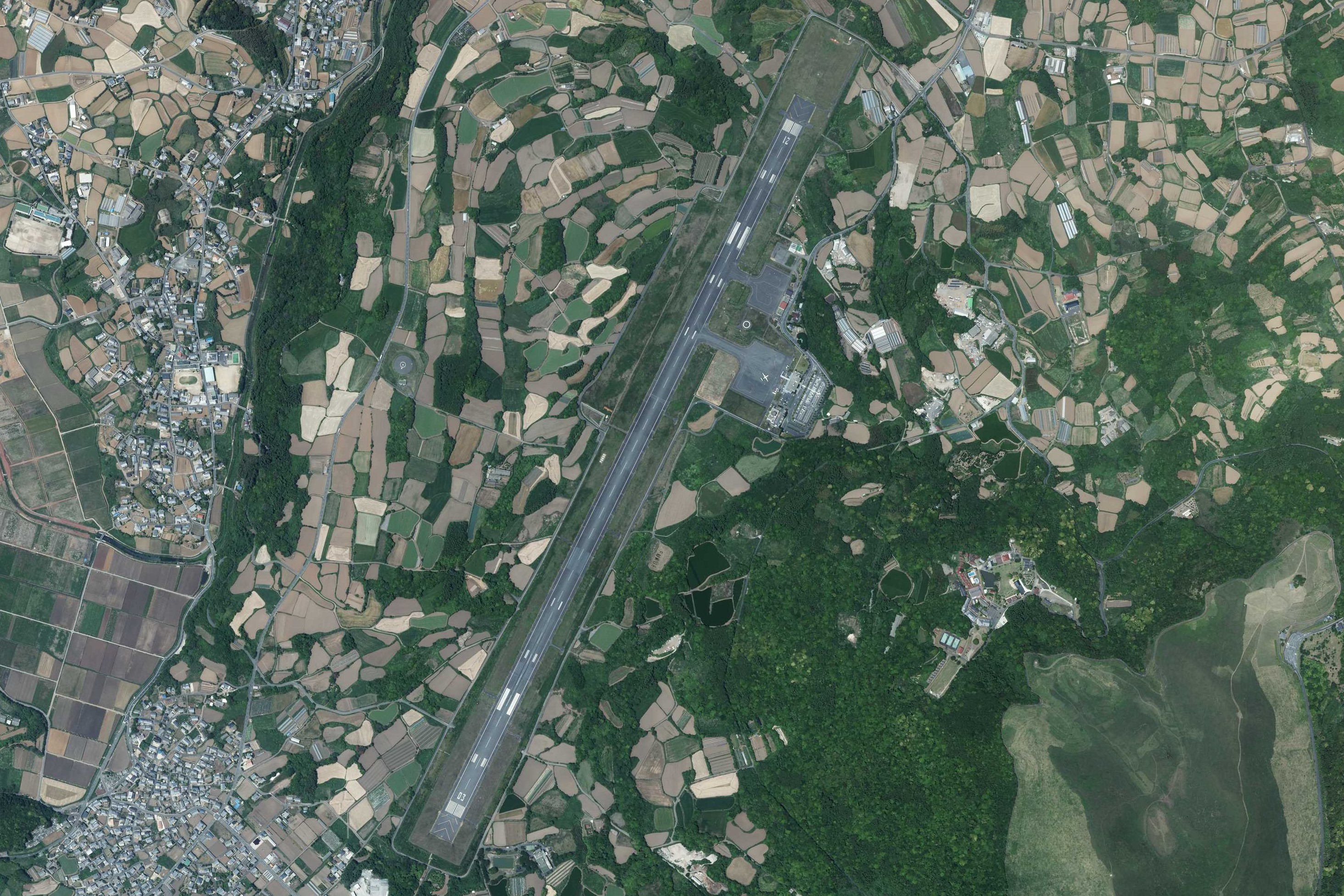
福江空港付近の空中写真。（2014年撮影）

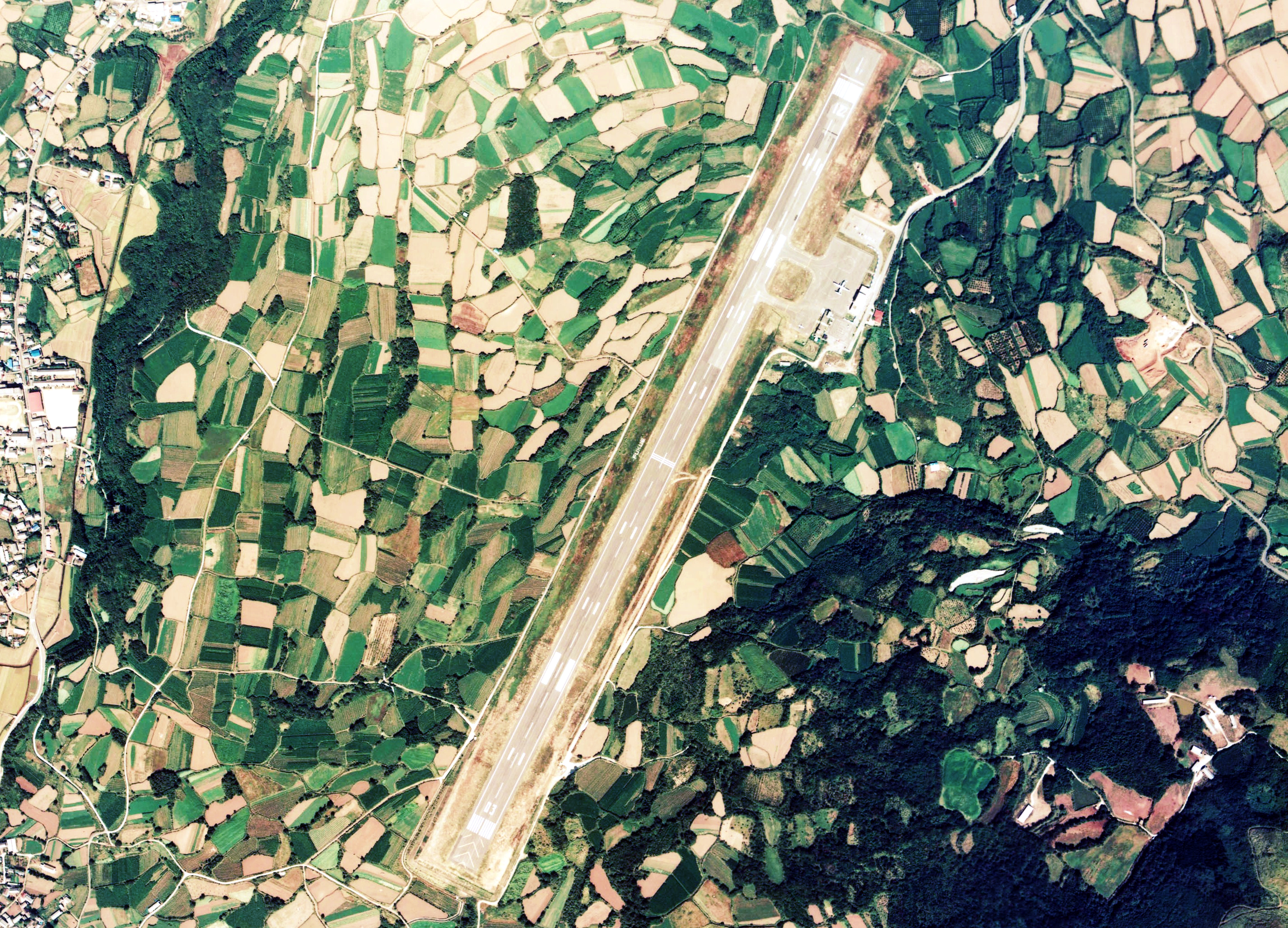
福江空港付近の空中写真。（1977年撮影）
滑走路延長1,500mの頃。

福江空港（ふくえくうこう Fukue Airport）は、長崎県五島市にある地方管理空港である。愛称は特産品にちなんだ「五島つばき空港」。
対外的には「五島福江空港」として案内される。

## 概要
1963年（昭和38年）10月開港。五島列島最大の島である、福江島の鬼岳（標高315 m）の中腹に位置し、山の裾野に広がる田園地帯を切り開いた田園空港である。
ANAのパイロットは「風向きによっては非常に気流が悪く、経験と技量が必要とされる」と言及している。また当空港はORCが就航する空港としては最南端かつ最西端に位置する。
年間利用客数は2012年度127,594人、2013年度国内135,535人。

## 沿革

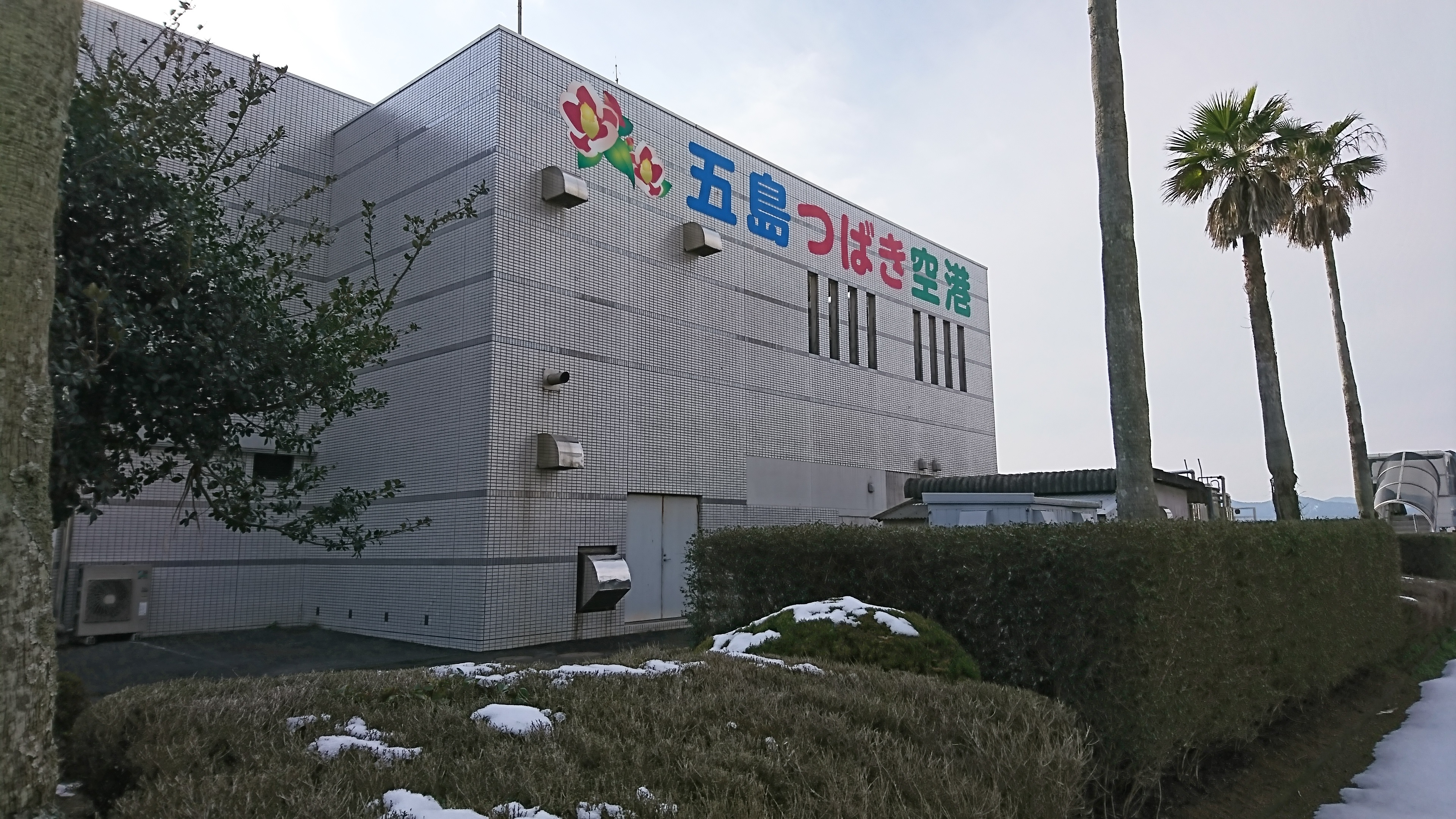
愛称は五島つばき空港（2020年）

- 1960年（昭和35年）1月 - 飛行場設置許可
- 1963年（昭和38年）10月 - 滑走路1,100メートルにて開港[6][7][2]、長崎航空が長崎線を開設[7]
- 1967年（昭和42年）12月 - 長崎線が長崎航空から全日本空輸に路線移譲
- 1973年（昭和48年）3月 - 滑走路1,200メートル化
- 1975年（昭和50年）- 福江空港新ターミナルビルが完成[7]長崎 - 福江間航路にYS-11が就航[7]
- 1976年（昭和51年）12月 - 滑走路1,500メートル化[2]、全日本空輸が福岡線を開設[7]
- 1981年（昭和56年）4月 - 長崎航空が上五島空港との間で2地点間輸送を開始、週1往復就航[7]
- 1985年（昭和60年）- 福江－上五島間航路が廃止[7]
- 1986年（昭和61年）7月 - 滑走路1,600メートル化[2]
- 1988年（昭和63年）
  - 9月 - 新ターミナルビル供用開始[7]
  - 10月1日 - 滑走路2,000メートル化[7][2][8]、福岡線にボーイング737型機が就航し、ジェット化される[7]
- 1992年（平成4年） - 関西線でチャーター便が運航開始
- 1996年（平成8年）7月 - エアーニッポンが関西線を開設（翌々年から季節運航化）
- 2002年（平成14年）
  - 4月 - オリエンタルエアブリッジが長崎、伊丹線に就航
  - 10月 - オリエンタルエアブリッジ、福岡線を開設、伊丹線を休止
- 2003年（平成15年）8月 - オリエンタルエアブリッジ、福岡線を休止
- 2009年（平成21年）11月 - オリエンタルエアブリッジが全日空とコードシェアを開始し、福岡線を開設
- 2010年（平成22年）7月 - 対馬－釜山間などの定期チャーター便を運航しているコリアエクスプレスエアが、11月を目途に福江 - 釜山線の定期チャーター空路開設を検討していることが明らかになる。ただし、就航には、CIQ機能の設置が条件となる。
- 2011年（平成23年）
  - 2月〜3月 - フジドリームエアラインズが松本空港、静岡空港間でチャーター便を運航
  - 5月〜6月 - オリエンタルエアブリッジが壱岐空港へチャーター便を4回運航
- 2013年4月1日 - 福岡航空測候所福江空港出張所閉鎖
- 2014年3月 - 愛称が五島市によって公募され[9]、「五島つばき空港」に決定[10]
- 2017年4月1日 - 管制業務を飛行場対空援助業務から福岡FSCによる飛行場リモート対空援助業務へ変更

## 路線

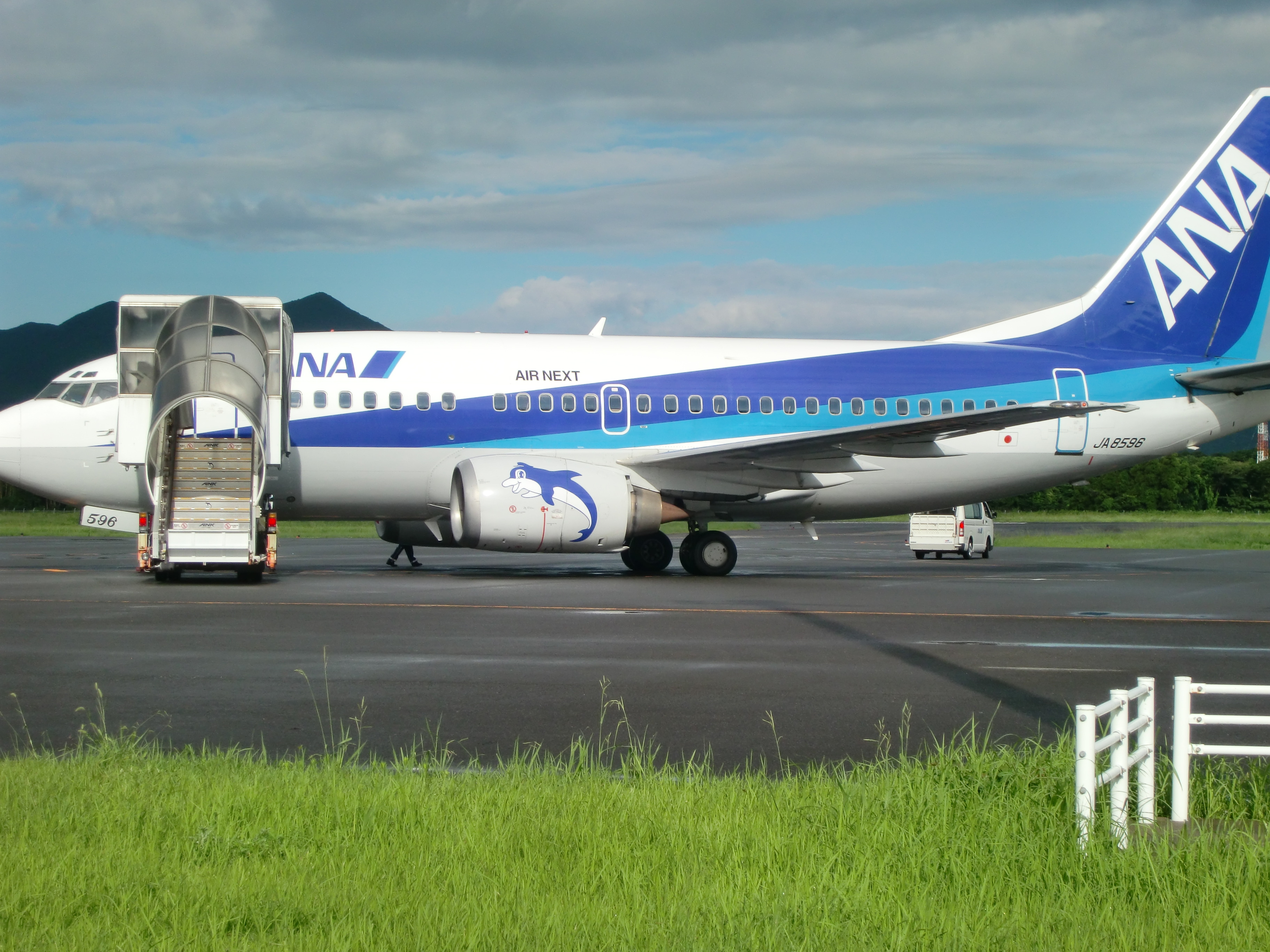
福江空港に駐機中のボーイング737型機

航空会社名が2社以上の場合、最前の航空会社の機材・乗務員で運航する共同運航便
全日本空輸 (ANA)
- 福岡空港

オリエンタルエアブリッジ (ORC)・日本航空 (JAL)・全日本空輸 (ANA)
- 福岡空港
- 長崎空港

かつての定期就航路線
- 大阪国際空港・上五島空港

## 空港内施設
- 五島警察署福江空港派出所
- レストラン
- 売店

## アクセス
運行本数・運賃・経路等の詳細は、該当項目や公式サイトにて最新情報を確認されたい。
※バスの出発時刻は飛行機の到着時刻と連動しているため毎月変わり若干前後する。飛行機が遅れた場合、20分まで出発を遅らせる。
五島自動車
- 五島バス本社前発着便

空港ターミナルビル前に無料駐車場有

## その他
- 福江VOR/DME,LOC,LOC-DMEが設置されているものの、保守官署は、福岡空港事務所システム運用管理センターが担当